# NGC 5909
NGC 5909 é uma galáxia espiral (Sbc) localizada na direcção da constelação de Ursa Minor. Possui uma declinação de +75° 23' 04" e uma ascensão recta de 15 horas, 11 minutos e 27,9 segundos.
A galáxia NGC 5909 foi descoberta em 12 de Dezembro de 1797 por William Herschel.